# Karbulvaarri
Karbulvaarri är en kulle i Finland.   Den ligger i den ekonomiska regionen Norra Lappland och landskapet Lappland, i den norra delen av landet, 1 100 km norr om huvudstaden Helsingfors. Toppen på Karbulvaarri är 340 meter över havet.
Terrängen runt Karbulvaarri är huvudsakligen platt.  Trakten runt Karbulvaarri är nära nog obefolkad, med mindre än två invånare per kvadratkilometer. Det finns inga samhällen i närheten. Omgivningarna runt Karbulvaarri är i huvudsak ett öppet busklandskap.